# Jakov Joszifovics Dzsugasvili
Jakov Joszifovics Dzsugasvili (grúz nyelven: იაკობ ჯუღაშვილი, Iak'ob Dzsughasvili, orosz nyelven: Я́ков Ио́сифович Джугашви́ли, Badzsi, Kutaiszi kormányzóság, Orosz Birodalom, 1907. március 18. – Sachsenhausen, koncentrációs tábor, 1943. április 14.) szovjet katona, Sztálin fia.

## Életútja

### Családi háttere
Jakov a cári Oroszországban született, egy Badzsi nevű faluban. Nem volt még egyéves, mikor édesanyja meghalt tífuszban. 1921-ben kezdett oroszul tanulni, egészen addig csak grúz nyelven beszélt. Jakov és apja, Sztálin, sosem jöttek ki egymással. A diktátor nem tartotta sokra fiát, egyik alkalommal azt mondta, hogy Jakov csak egy „közönséges varga”. Egyik alkalommal Sztálin és felesége lövéseket hallottak, majd berohantak a házba és látták, hogy Jakov meglőtte magát, de túlélte. Sztálin megjegyezte, hogy „Még arra sem vagy képes, hogy öngyilkos legyél.”.
Dzsugasvili feleségül vett egy odesszai zsidó balett-táncosnőt, Julija Melcert. Melcer előző férje az NKVD magas rangú tisztjeként volt ismert. Jakovnak és Julijának két gyerekük született. Fiuk Jevgenyij rengeteg interjút adott, főként nagyapjáról. Lányuk, Galina, 2007-ben elhunyt.

### A második világháborúban
Dzsugasvili a Vörös Hadseregben szolgált, egy tüzérezred főhadnagyaként. 1941. július 16-án, a németek győzelmével végződő szmolenszki csatát követően a nácik fogságába került. Fogságba kerüléséről több verzió is létezik, a szovjet propaganda azt állította Jakovot elfogták a németek, Sztálin lánya (Jakov féltestvére) Szvetlana Allilujeva pedig azt írta emlékirataiban, hogy Jakov megadta magát. A Der Spiegel című német lap 2003-ban írt arról, hogy Dzsugasvili levelet írt az egység komisszárjának, hogy egy másik katonával civil ruhában menekülnek a németek elől, majd feladták magukat. A Győri Nemzeti Hírlap ezt írta az ügyről: 

„Berlinbe érkezett jelentés szerint több más bolsevista tiszttel együtt német fogságba esett Sztalin legidősebb fia, Sztalin Jakab a 14-ik páncélos hadosztály hadnagya. Hangoztatta, hogy belátta az ellenállás folytatásának oktalanságát és ezért még életben maradt katonáival megadta magát.”

– Győri Nemzeti Hírlap, 1941. július 23.

  Közben a Szovjetunióban Jakov feleségét 1943-ig bebörtönözték, azzal az indokkal, hogy férje az ő hatása miatt dezertált. Jakov a sachsenhauseni munkatáborba került, a németek ide zárták az illusztris foglyokat (tisztek, politikusok ...). A németek felajánlották az oroszoknak, hogy Jakovot cseréljék ki a szovjet fogságba került Friedrich Paulusra, de Sztálin az ajánlatot visszautasította és állítólag azt mondta: „Nem fogok odaadni egy marsallt egy hadnagyért.”
Adolf Hitler másik ajánlattal is élt, miszerint a szintén orosz kézben lévő félunokaöccséért, Leo Raubalért, odaadja Jakovot, azonban a szovjetek ezzel a lehetőséggel sem éltek. A náci propaganda-sajtót körbejárta az a kép, amin az elfogott Jakov látható német tisztek mellett. Sztálin arra kérte a spanyol kommunista Dolores Ibárrurit, hogy juttasson ügynököket azon spanyol fasiszták közé, akik Németországban tartózkodnak, és öljék meg Jakovot.

### Halála
1943. április 14-én halt meg, azonban a háború utánig nem volt egyértelmű, hogyan. A korabeli német sajtó azt állította, hogy nekirohant az árammal védett kerítésnek, és az áramütés végzett vele. Sokan azt állították, hogy depressziója miatt öngyilkos lett.   Más források szerint egy német katona lelőtte. A postdami konferencián az angolok, Sztálinnak tett gesztusukként, megmutatták a német levéltári adatok azon iratait a diktátornak, ami leírta, hogy Jakovot egy német őr lőtte fejbe parancsmegtagadás miatt.
Milan Kundera egy 1980-as The Sunday Times cikkre hivatkozva azt írja A lét elviselhetetlen könnyűsége című művében, hogy Jakov összeveszett a vele egy fogságban élő angol tisztekkel, akik azt kifogásolták, hogy nem tisztítja ki maga után a vécét, és a megaláztatás után kiakadt, és akkor futott neki az árammal ellátott kerítésnek, mielőtt az őr fejbe lőtte.

„„Az angolok újra és újra figyelmeztették őt, kényszerítették, hogy pucolja meg a vécét. Jakov felháborodott, veszekedett és dulakodott velük. Végül kihallgatást követelt a tábor parancsnokától. Csakhogy a felfuvalkodott német visszautasította, hogy „szarról diskuráljon”. Sztálin fia nem tudta elviselni a megaláztatást. Iszonyú orosz átkokat szórva nekifutott a tábort körülfogó, árammal töltött drótkerítésnek. Rázuhant. Teste, mely már sohasem szennyezi az angolok vécéjét, ott maradt lógva a dróton.””

– Milan Kundera, A lét elviselhetetlen könnyűsége (1982.)

## Fordítás
- Ez a szócikk részben vagy egészben  a   Yakov Dzhugashvili című angol Wikipédia-szócikk fordításán alapul.  Az eredeti cikk szerkesztőit annak laptörténete sorolja fel. Ez a jelzés csupán a megfogalmazás eredetét és a szerzői jogokat jelzi, nem szolgál a cikkben szereplő információk forrásmegjelöléseként.